# Ambala Canttonment
Ambala Canttonment é um cantonment no distrito de Ambala, no estado indiano de Haryana.

## Demografia
Segundo o censo de 2001, Ambala Canttonment tinha uma população de 61 625 habitantes. Os indivíduos do sexo masculino constituem 60% da população e os do sexo feminino 40%. Ambala Cantt. tem uma taxa de literacia de 79%, superior à média nacional de 59,5%; com 64% para o sexo masculino e 36% para o sexo feminino. 12% da população está abaixo dos 6 anos de idade.